# Tapian Nauli IV
Tapian Nauli IV is een bestuurslaag in het regentschap Midden-Tapanuli van de provincie Noord-Sumatra, Indonesië. Tapian Nauli IV telt 1689 inwoners (volkstelling 2010).